# Sepsis neglecta
Sepsis neglecta är en tvåvingeart som beskrevs av Ozerov 1986. Sepsis neglecta ingår i släktet Sepsis och familjen svängflugor. Inga underarter finns listade i Catalogue of Life.